# Atelier Kempe Thill
Atelier Kempe Thill is een architectenbureau dat bestaat uit Oliver Thill en André Kempe, oorspronkelijk afkomstig uit Oost-Duitsland en afgestudeerd aan de TU Dresden. Het bureau is gevestigd in Rotterdam, Nederland.
Het bureau ontwierp in 2003 het Nederlandse paviljoen voor een tuinbouwtentoonstelling in Rostock, Duitsland (Het Haaggebouw), en won ontwerpwedstrijden voor de renovatie van de jeugdherberg in Prora (Oost-Duitsland, 2004) en een "bescheiden" concertzaal in Raiding (Oostenrijk, 2005).

## Prijzen
- 2005 - Maaskantprijs voor Jonge Architecten
- 2010 - Speciale Vermelding Europese Prijs voor Stedelijke Publieke Ruimte (Openluchttheater Grotekerkplein Rotterdam).[3]
- 2011 - Architect van het Jaar[4][5]